# Скут Макнейрі
Джон Маркус (Скут) Макнейрі (англ. John Marcus 'Scoot' McNairy; нар. 11 листопада 1977) — американський актор.
Найбільшу популярність йому принесли ролі у фільмах «Монстри» (2010), «Арго» (2012), «Пограбування казино» (2012), «Країна обітована» (2012), «Загублена» (2014 року), «Бетмен проти Супермена: На зорі справедливості» (2016).

## Життєпис
Народився і виріс у Далласі, штат Техас, багато часу проводив на ранчо своїх батьків, Стюарта Голла та Алісії Енн Макнейрі. При народженні був названий Джоном, пізніше змінив ім'я на Скут — в дитинстві батько називав його Scooter. 
Кар'єру розпочав у 2000-х з епізодичних ролей незвичайних хара́ктерних хлопців у серіалах. Починаючи з 2005 року знявся в невеликих ролях у картинах «Гербі: Шалені перегони», «Таємниця школи мистецтв» та інших. 
У 2007 році став продюсером та виконавцем головної ролі в незалежному фільмі «У пошуках опівнічного поцілунку», який, на думку кінокритиків, вивів актора на новий рівень.
У 2011 році був запрошений Ендрю Домініком на одну з головних ролей у фільм «Пограбування казино», після цього фільму в 2012 році був запрошений Беном Аффлеком до знімань у фільмі «Арго», а Ґасом Ван Сентом — у фільмі «Країна обітована». Також у 2012 році взяв участь у картині «12 років рабства» Стіва Макквіна.
У 2014 році вийшли відомі фільми за участю Макнейрі: «Френк» (з Майклом Фассбендером), «Повітряний маршал» (з Ліамом Нісоном), «Ровер» (c Гаєм Пірсом і Робертом Паттінсоном), «Зникла» (з Беном Аффлеком) і «Чорне море» (з Джудом Лоу). 
У 2016 році вийшов фантастичний бойовик «Бетмен проти Супермена: На зорі справедливості». Макнейрі виконав у фільмі роль Воллеса Кіфа. 
У 2017-му Скут Макнейрі зіграв у картині «Наслідки» з Арнольдом Шварценеггером і в серіалі «Фарго». Також можна було побачити Макнейрі в одній із основних ролей серіалів «Зупинись і гори» (2014—2017) та «Забуті Богом» (2017). 
Пізніше він з'явився в трилері «Час відплати» (2018), а також взяв участь у зніманнях 3-го сезону серіалу «Справжній детектив», який вийшов на телеканалі HBO в 2019 році.

## Особисте життя
У 2010—2019 роках Макнейрі був одружений з актрисою Вітні Ейбл. У них є двоє дітей.